# 幸せになるために (松任谷由実の曲)
『幸せになるために』（しあわせになるために）は、松任谷由実（ユーミン）の34枚目のシングル。2001年1月11日に東芝EMIからリリースされた（TOCT-4270）。31枚目のオリジナルアルバム『acacia (アケイシャ)』に収録。

## 解説
- タイトル曲はTBS系全国ネット『ウンナンのホントコ!/未来日記VIII』テーマ曲[2]。番組内でタイトルが発表されたのは放送2週目からだった。なお、タイトルをめぐっては短い英語のものも候補にあったという。キャッチコピーは「胸いっぱいの「切なさ」を込めて...世紀（百年）を超えるLOVE BALLAD」。シングルジャケットのイラストは深津千鶴が担当した。
- カップリングの「TWINS」は、NHK教育海外少年少女ドラマ『アニマル・レスキュー・キッズ』テーマソング[2]。
- オリコンチャートの登場週数は5週[3]、チャート最高順位は週間6位、累計10.1万枚のセールスを記録した[1]。

## 収録曲
1. 幸せになるために -For Us To Be Happy-[4]
2. TWINS
3. 幸せになるために（INSTRUMENTAL VERSION）

作詞・作曲：松任谷由実　編曲：松任谷正隆

## 参加ミュージシャン
- キーボード&プログラミング：松任谷正隆
- シンセサイザー・プログラミング&オペレーティング：北城浩志
- アコースティック・ギター：吉川忠英（#1,#3）
- ドラム：江口信夫（#2）
- ベース：美久月千晴（#2）
- エレクトリック・ギター：松原正樹（#2）
- コーラス：松任谷由実（#1,#2）、広谷順子（#2）、木戸泰弘（#2）、比山貴咏史（#2）
- サウンドエフェクト：Tom Tucker